# Người phiên dịch (phim truyền hình)
Người Phiên Dịch (Tiếng Trung: 亲爱的翻译官; Tiếng Anh: The Interpreter) là một bộ phim truyền hình Trung Quốc năm 2016 với diễn viên chính là Dương Mịch và Hoàng Hiên, dựa trên tiểu thuyết Người phiên dịch (翻译官) của Mậu Quyên. Phim được phát sóng trên đài Hồ Nam (Hunan TV) từ 24 tháng năm đến 19 tháng 6 năm 2016. Đây là bộ phim có tỉ suất người xem cao nhất trong năm 2016, với tỉ suất trung bình toàn quốc là 2.63%.

## Tóm tắt
Phim "Người Phiên Dịch" chuyển thể từ tiểu thuyết cùng tên của Kỷ Viện Viện (Mậu Quyên).
Thạc sỹ Kiều Phi tốt nghiệp hệ tiếng Pháp, từ nhỏ đã mơ được làm một người phiên dịch nổi tiếng. Trong một lần tại Thụy Sỹ cô vô tình gặp được nhà phiên dịch thiên tài Trình Gia Dương. Không ngờ lần thứ 2 gặp mặt, Trình Gia Dương lại chính là giám khảo một cuộc thi phiên dịch cô tham gia. Kiều Phi trở thành thực tập sinh của chủ nhiệm Trình (Trình Gia Dương). Họ suốt ngày cãi nhau nhưng nhờ những lần cãi nhau đó họ bắt đầu nảy sinh tình cảm với nhau. Trong một lần về nhà của Kiều Phi thì Trình Gia Dương đã bất ngờ tỏ tình với Kiều Phi và đã được cô chấp nhận. Tưởng chừng hai người sẽ hạnh phúc nhưng lại bị sự ngăn cản của mẹ Gia Dương vì những hiểu lầm trong quá khứ với người bạn trai cũ của cô là Cao Gia Minh - là một bác sĩ, bất ngờ là Gia Minh cũng lại là anh của Gia Dương. Kiều Phi sau đó phát hiện cô bị bệnh giống như mẹ cô, vì muốn giấu Gia Dương, cô đã cùng với Gia Minh nói dối và kiếm cớ chia tay Gia Dương, cô sau đó cùng Gia Minh sang Thụy Sỹ để phẫu thuật. Sau khi ca phẫu thuật thành công, Gia Dương mới biết chuyện, anh sang Thụy Sỹ thăm Kiều Phi và Gia Dương chấp nhận lời chia tay của Kiều Phí trước đó. Tuy nhiên Kiều Phi đã bị bắt cóc phải có tiền mới thả cô ấy ra. Lúc ấy Gia Dương như bị mất kiểm soát kiểm đủ số tiền để cứu Kiều Phi cuối cùng thì Kiều Phi cũng được cứu. Qua sự việc hôm đó hai người nhận thấy không thể mất nhau thêm một lần nào nữa nên đã chấp nhận quay lại với nhau.

## Diễn viên

### Diễn viên chính
| Diễn viên       | Vai diễn        | Giới thiệu nhân vật |
| --------------- | --------------- | --- |
| Dương Mịch      | Kiều Phi        | Kiều Phi là một sinh viên thạc sĩ khoa tiếng Pháp, tư duy độc lập, dám yêu dám hận, xuất thân nghèo khó, xinh đẹp, quật cường, tự cường. Là vị hôn thê của Trình Gia Dương, bạn gái cũ của Cao Gia Minh, có thành tích xuất sắc, là sinh viên trao đổi tại Đại học Zürich, từ nhỏ đã có ước mơ trở thành một phiên dịch viên. Sau khi tình cờ gặp gỡ thiên tài phiên dịch Trình Gia Dương, trải qua nỗ lực, cô đã trở thành một phiên dịch viên. Cô với Trình Gia Dương là đôi oan gia ngõ hẹp, thường gọi anh là "anh trai nhỏ" và "ác ma", thích Trình Gia Dương. Sau này vì mắc bệnh ung thư, sợ nói cho Gia Dương biết sẽ khiến anh không chịu đựng được đau khổ, vì thế cô đành nói lời chia tay, nói rằng đã ở bên Cao Gia Minh. Sau khi ca phẫu thuật thành công, cô đã kể cho Gia Dương nghe về chuyện của mình, nhưng Gia Dương cảm thấy đau lòng vì chuyện sống chết mà anh lại trở thành người ngoài cuộc, nên đã đồng ý chia tay. Sau khi trải qua nhiều chuyện, cuối cùng hai người lại đến với nhau. |
| Hoàng Hiên      | Trình Gia Dương | Trình Gia Dương là con trai của Bộ trưởng Ngoại giao, vị hôn phu của Kiều Phi, mối tình đầu của Văn Hiểu Hoa, một thiên tài phiên dịch , chủ nhiệm "Viện phiên dịch cao cấp", điềm tĩnh giỏi giang, lại có chút u sầu. Đối với những sai sót trong quá trình dịch thuật của nhân viên "Viện phiên dịch cao cấp", anh tuyệt đối không khoan nhượng. Thích Kiều Phi. Sau này, vì Kiều Phi mắc bệnh ung thư, sợ nói cho anh biết sẽ khiến anh không chịu đựng được đau khổ, nên anh không thể hiểu được lý do Kiều Phi chia tay. Sau khi ca phẫu thuật thành công, Kiều Phi đã nói cho anh biết chuyện này, khiến anh cảm thấy đau lòng vì chuyện sống chết mà anh lại trở thành người ngoài cuộc, nên đã đồng ý chia tay. Sau khi trải qua nhiều chuyện, cuối cùng hai người lại đến với nhau. |
| Cao Vỹ Quang    | Cao Gia Minh    | Cao Gia Minh là một bác sĩ lịch lãm, bạn trai cũ của Kiều Phi, thân thế hoàn cảnh vô cùng phức tạp. Sau này anh được nhà họ Trình nhận làm con nuôi, bởi vậy anh trở thành anh trai của Trình Gia Dương nhưng lại mang họ khác. Từ lâu, anh cũng là kẻ thù không đội trời chung của Trình Gia Dương. Anh không chỉ phong lưu phóng khoáng, gia đình giàu có, mà còn ẩn chứa sự mưu mô dưới vẻ ngoài tao nhã, lịch thiệp. Anh thích Kiều Phi, coi Trình Gia Dương là tình địch, vô cùng ghét Trình Gia Dương. Trước đây anh từng hẹn hò với Kiều Phi, nhưng sau đó Kiều Phi đã chia tay anh. Sau khi chia tay, trong lòng anh vẫn còn thích Kiều Phi. Cuối cùng, anh đã thay đổi, làm hòa với mọi người và quyết định cùng mọi người đối phó với Chu Nam. |
| Châu Kỳ Kỳ      | Văn Hiểu Hoa    | Văn Hiểu Hoa là con gái của Văn Đạo, vợ của Chu Nam, mối tình đầu của Trình Gia Dương, tình địch của Kiều Phi. Cô dành tình cảm cho cả Cao Gia Minh và Trình Gia Dương, nhưng trong lòng vẫn còn hình bóng của cả hai người, không thể quên được họ, luôn nhớ về họ. Cô dịu dàng, đằm thắm, dám yêu dám hận, cùng làm việc với Gia Dương ở "Viện phiên dịch cao cấp", hai gia đình cũng là chỗ quen biết cũ. Vì có hoàn cảnh gia đình tương đồng, khiến giữa họ có nhiều cảm xúc và những điểm chung trong cuộc sống. |
| Lý Khê Nhuế     | Ngô Gia Di      | Ngô Gia Di là một người mới trong giới giải trí, vợ của Vương Húc Đông, bạn gái cũ của Ngạo Thiên. Cô đơn thuần, lương thiện, là bạn thân tốt của Kiều Phi, cả hai luôn có ảnh hưởng lẫn nhau. Là một diễn viên nhỏ đang cố gắng để theo đuổi ước mơ trong giới giải trí, cô tự tin nhiệt tình, yêu cái đẹp, thẳng thắn. Mặc dù chỉ là một người mới, nhưng cô luôn tự đặt ra tiêu chuẩn của một ngôi sao hàng đầu, vô cùng tin rằng một ngày nào đó mình sẽ nổi bật, mong muốn được chú ý và công nhận. Sau này, cô đã cùng Húc Đông ở bên nhau. |
| Trương Vân Long | Vương Húc Đông  | Vương Húc Đông là con trai một doanh nhân, chồng của Ngô Gia Di, gia đình rất giàu có, nhưng là một nhà kinh doanh "không dựa vào cha", "không phản bội cha". Anh cũng là bạn tốt của Gia Dương. Quan điểm về tình yêu của Húc Đông dần thay đổi dưới sự dẫn dắt của bạn thân, sau này anh đã cùng Gia Di ở bên nhau. |

### Các diễn viên khác
| Diễn viên        | Vai diễn       | Giới thiệu nhân vật |
| ---------------- | -------------- | --- |
| Vương Nhân Quân  | Châu Nam       | Chồng của Văn Hiểu Hoa, con rể của Văn Đạo, ly hôn với Văn Hiểu Hoa. Hắn là một kẻ vì danh lợi của bản thân mà bất chấp thủ đoạn. Hắn đã cố gắng bắt cóc Kiều Phi nhưng không thành công. Âm mưu của hắn bị mọi người vạch trần và cuối cùng hắn đã bị cảnh sát bắt giữ.                                                                                    |
| Trương Minh Minh | Ngạo Thiên     | Bạn trai cũ của diễn viên hàng đầu Ngô Gia Di |
| Vương Chí        | Vương Lâm Lâm  | Thực tập sinh của "Viện phiên dịch cao cấp", về sau bị loại |
| Ngô Miện         | Trương Kiều Sở | Vợ của Trình Tư Viễn, mẹ của Trình Gia Dương, ích kỷ tư lợi, có thái độ không tốt với Kiều Phi, phản đối việc Gia Dương và Kiều Phi lại ở bên nhau. |
| Lưu Giao Tâm     | Trình Tư Viễn  | Bộ ngoại giao, chồng của Trương Kiều Sở, cha của Trình Gia Dương |
| Trình Ung        | Văn Đạo        | Cha của Văn Hiểu Hoa, cha vợ của Chu Nam, ích kỷ tư lợi, phản đối việc Văn Hiểu Hoa ở bên Cao Gia Minh cũng như Trình Gia Dương. Ông từng hợp tác với Chu Nam, nhưng sau đó đã hủy bỏ hợp tác. Khi biết Chu Nam không chung thủy trong hôn nhân với Văn Hiểu Hoa, ông đã cắt đứt quan hệ với Chu Nam, sau này hợp tác với mọi người để đối phó với Chu Nam. |
| Mạnh Tú          | Mẹ Kiều        | Mẹ của Kiều Phi |
| Hầu Tuấn Quang   | Hách Triết     | Thích Kiều Phi, tình địch của Trình Gia Dương. Ghen tỵ với Trình Gia Dương, si mê Kiều Phi, vô cùng ghét Trình Gia Dương, sau đó nhiều lần hãm hại Trình Gia Dương. |
| Lý Đông Hằng     | Lý Lôi         | Đồng nghiệp của Kiều Phi và Trình Gia Dương |

## Nhạc phim
| STT | Nhan đề                                             | Ca sĩ thể hiện | Thời lượng |
| --- | --------------------------------------------------- | -------------- | ---------- |
| 1.  | "Mon Chéri (我親愛的)" (Ca khúc chủ đề)             | Đàm Duy Duy    |            |
| 2.  | "Ốc sên chạy trốn (奔跑的蝸牛)" (Ca khúc cuối phim) | Hoàng Hiên     |            |
| 3.  | "Vướng bận tốt hơn (好過糾纏)"                      | Kim Trì        |            |
| 4.  | "I'd sing for you"                                  | Bastian Baker  |            |
| 5.  | "79 Clinton Street"                                 | Bastian Baker  |            |

## Sự đón nhận
Bộ phim là một cú hích thương mại lớn ở Trung Quốc. Bộ phim đạt thị phần người xem toàn quốc 6.87%, và đứng đầu top thị phần năm 2016 trong nửa năm. Tỉ suất người xem đài cao, duy trì ở mức 2%, giúp Người Phiên Dịch trở thành bộ phim có tỉ suất cao nhất năm 2016. Chủ đề "Gửi Người Phiên Dịch - Dear Translator" (亲爱的翻译官) đã thu hút hơn 1 tỷ người xem chỉ trong 5 ngày. Trên trang mạng của Mango TV (芒果TV) và LeTV (乐视电视), bộ phim cũng đạt hơn 100 triệu lượt xem. Trên trang phim truyền hình Châu Á Viki, bộ phim được đánh giá rất cao 9.3/10.
Bộ phim nhận được sự ủng hộ của Martin Dahinden, Đại sứ quán Thụy Sĩ ở Trung Quốc. Bộ phim trùng khớp được ghi hình trong kỉ niêm 65 năm quan hệ ngoại giao Trung Quốc - Thụy Sĩ và được quảng bá bởi Bộ Du lịch Thụy Sĩ (Switzerland Tourism Board).
Tuy nhiên, bộ phim cũng nhận nhiều chỉ trích. Những người hâm mộ trung thành của tiểu thuyết cho rằng bộ phim truyền hình đã không giữ đúng nguyên tác. Những nhà Phiên dịch chuyên nghiệp cũng phản đối, cho rằng bộ phim có nhiểu điểm sai trong công việc phiên dịch và đã làm quá tầm quan trọng của ngành nghề này.
Có người cho rằng phần tiếp theo của bộ phim có tên là Người Đàm Phán (The Negotiator) đang được phát sóng, với diễn viên chính Dương Mịch và Hoàng Tử Thao. Nhưng nội dung của bộ phim Người Đàm Phán không liên quan đến Người Phiên Dịch.

## Giải thưởng và đề cử
| Năm  | Giải thưởng               | Hạng mục                  | Người đề cử  | Kết quả   |
| ---- | ------------------------- | ------------------------- | ------------ | --------- |
| 2016 | 8th China TV Drama Awards | Top Ten Television Series |              | Đoạt giải |
| 2016 | 8th China TV Drama Awards | Talented Actor Award      | Hoàng Hiên   | Đoạt giải |
| 2017 | 22nd Huading Awards       | Best Actor                | Hoàng Hiên   | Đề cử     |
| 2017 | 22nd Huading Awards       | Best New Actor            | Cao Vỹ Quang | Đề cử     |
| 2017 | 22nd Huading Awards       | Top 10 Television Series  |              | Đoạt giải |